# دوريس ولز
دوريس ولز (بالإسبانية: Doris Wells) هي كاتبة سيناريو وممثلة فنزويلية، ولدت في 28 أكتوبر 1941 بكاريبيتو في فنزويلا، وتوفيت في 20 سبتمبر 1988 بكاراكاس في فنزويلا بسبب مرض معد.

## وصلات خارجية
- دوريس ولز على موقع IMDb (الإنجليزية)
- دوريس ولز على موقع قاعدة بيانات الفيلم (الإنجليزية)